# Villeneuve-lès-Charnod
Villeneuve-lès-Charnod is een plaats en voormalige gemeente in het Franse departement Jura (regio Bourgogne-Franche-Comté) en telt 88 inwoners (2009). De plaats maakt deel uit van het arrondissement Lons-le-Saunier. Villeneuve-lès-Charnod is op 1 januari 2017 opgegaan in de gemeente Aromas. 

## Geografie
De oppervlakte van Villeneuve-lès-Charnod bedraagt 7,0 km², de bevolkingsdichtheid is dus 12,6 inwoners per km².
De onderstaande kaart toont de ligging van Villeneuve-lès-Charnod met de belangrijkste infrastructuur en aangrenzende gemeenten.

## Demografie
Onderstaande figuur toont het verloop van het inwonertal (bron: INSEE-tellingen).